# Iuliu Hossu
Iuliu Hossu (Milașul Mare, 30 gennaio 1885 – Bucarest, 28 maggio 1970) è stato un cardinale e vescovo cattolico romeno.
Fu creato cardinale in pectore da papa Paolo VI nel 1969 in quanto vittima delle persecuzioni del regime comunista. La sua promozione venne pubblicata solo nel 1973, dopo la sua morte. Le autorità comuniste lo avevano arrestato il 28 ottobre 1948. Dal 1950 al 1955 fu detenuto come prigioniero politico nel carcere di Sighetu Marmației. Trascorse il resto della sua vita agli arresti domiciliari.
È venerato come un martire dalla Chiesa cattolica insieme ad altri sei vescovi greco-cattolici, con i quali è stato beatificato il 2 giugno 2019 da papa Francesco.

## Biografia
Iuliu Hossu nacque a Milașul Mare, oggi Milaș, all'epoca nell'Impero austro-ungarico. Era figlio di Ioan Hossu (1856 - ?), un sacerdote greco-cattolico, e Victoria Măriuţiu. I suoi fratelli furono Vasile (avvocato), Traian (medico) e Ioan (ingegnere). I suoi nonni paterni erano Vasile Hossu (1831 - 1889) e Maria Sebeni. Suo cugino paterno era Iustin Hossu. Un suo nipote era Stefan Hossu. Le sue zie paterne erano Alecsa e Nicolae Hossu (1859 - 1914). Il suo bisnonno era Iosif Hossu (1822 - 1846). Alcuni suoi antenati noti sono Nicolae (1768 - 1841) e Petre (segnalato nel 1525 circa).

### Formazione e ministero sacerdotale
Studiò alla scuola ecclesiastica di Cluj e successivamente a Budapest. Compì gli studi di primo grado presso una scuola cattolica romana a Târgu Mureș, mentre per la quinta e l'ottava classe frequentò il Liceo San Basilio di Blaj. Studiò anche presso l'Università di Vienna e successivamente presso il Pontificio ateneo de Propaganda Fide di Roma, dove conseguì il dottorato in studi filosofici nel 1906 e in studi teologici nel 1908.
Il 27 marzo 1910 fu ordinato presbitero per l'arcieparchia di Făgăraș e Alba Iulia da suo zio Vasile Hossu, eparca di Lugoj. Dal 1910 al 1911 compì ulteriori. Dal 1911 al 1914 fu protocollista, archivista, bibliotecario e, più tardi, vicario e segretario di monsignor Vasile Hossu. Divenne amico del primo ministro István Tisza. Nel 1914, l'anno di inizio della prima guerra mondiale, ai vescovi della Chiesa greco-cattolica rumena venne chiesto dalle autorità di giurare fedeltà all'Impero austro-ungarico per evitare che fossero considerati influenzati dalle ideologie panslaviste. Nel mese di agosto nel 1914, nella città di Lugoj, cominciò a organizzare degli aiuti per le famiglie dei soldati dispiegati nell'erigenda 7ª armata austro-ungarica.
In seguito, tra il 1914 e il 1917, prestò servizio come cappellano dei soldati rumeni nelle forze armate austro-ungariche. I suoi fratelli Vasile e Traian furono mobilitati come soldati durante la guerra, mentre suo fratello Ioan venne nominato ufficiale ferroviario nella stazione di Oradea. Suo cugino Iustin combatté e morì sul fronte serbo. Fu la morte di suo cugino che lo spinse a divenire cappellano. Nel dicembre del 1914 partì da Timișoara alla volta di Vienna con il grado di luogotenente insieme al 64º reggimento di fanteria che sarebbe stato distaccato nella guardia della capitale imperiale. Questo reggimento aveva quattro cappellani ortodossi e quattro greco-cattolici. A Vienna fornì assistenza spirituale sia ai funzionari di sicurezza che sorvegliavano il castello di Schönbrunn sia ai guardiani dei campi di prigionia.

### Ministero episcopale
Il 21 aprile 1917 papa Benedetto XV lo nominò eparca di Gherla, Armenopoli, Szamos-Ujvár dei Romeni. La sua nomina era stata suggerita dall'imperatore Carlo I d'Austria il 3 marzo. Ricevette l'ordinazione episcopale il 4 dicembre successivo dall'arcieparca metropolita di Făgăraș e Alba Iulia Victor Mihaly de Apșa, co-consacranti l'eparca di Gran Varadino dei Rumeni Demetriu Radu e quello di Lugoj Valeriu Traian Frențiu.
Il 1º dicembre 1918 ebbe l'incarico da parte del Gran consiglio nazionale rumeno di leggere alle folle riunite nella Grande assemblea nazionale ad Alba Iulia la proclamazione dell'unione della Transilvania con il Regno di Romania. In quell'occasione abbracciò il vescovo ortodosso Miron Cristea, futuro patriarca della Chiesa ortodossa rumena. I due vescovi, insieme ad altri due leader della Transilvania, Alexandru Vaida-Voievod e Vasile Goldiş, avevano formulato la Dichiarazione d'Unità di Alba Iulia. Tale dichiarazione fu poi consegnata al re Ferdinando I di Romania.
Fu anche senatore del Regno. In questa sede difese la sovranità e l'integrità del paese contro il revisionismo del tempo. Nel dicembre del 1932, in una riunione popolare tenutasi nella piazza centrale di Cluj-Napoca alla quale parteciparono circa 30 000 persone, si dichiarò contrario alla revisione dei confini nazionali. Fu anche membro onorario dell'Accademia rumena.
Il 5 giugno 1930 assunse il titolo di eparca di Cluj-Gherla. Tale cambiamento di titolo è dovuto al fatto che la sede dell'eparchia venne trasferita da Gherla a Cluj-Napoca. La cattedrale della Vergine Maria a Gherla rimase concattedrale dell'eparchia. Nel vecchio palazzo episcopale, la Casa di Karácsonyi a Gherla, oggi un museo municipale, monsignor Hossu collocò la scuola per insegnanti greco-cattolici, che venne poi abolita dalle autorità comuniste. La residenza episcopale venne trasferita a Cluj in un edificio situato in via Moţi n. 26-28. Anche per sua cura la cattedrale della Trasfigurazione del Signore a Cluj-Napoca venne dotata di un'iconostasi.
Dal 19 luglio 1930 al 31 gennaio 1931 fu amministratore apostolico di Maramureș. Il 16 settembre 1936 papa Pio XI lo nominò assistente al Soglio Pontificio. Dal 29 agosto 1941 al 1947 fu amministratore apostolico di Gran Varadino dei Romeni in quanto l'ordinario, monsignor Valeriu Traian Frențiu, era stato chiamato a ricoprire l'ufficio di amministratore apostolico di Făgăraș e Alba Iulia.
Tra il 1940 e il 1944, quando la Transilvania settentrionale passò sotto l'amministrazione ungherese, ai sensi del secondo arbitrato di Vienna, monsignor Hossu rimase a Cluj-Napoca.
Nel 1948 il nuovo regime comunista mise fuori legge la Chiesa greco-cattolica rumena. A monsignor Hossu fu chiesto di passare all'ortodossia, ma rifiutò. Il 1º ottobre 1948 emise un decreto di scomunica rivolto ai partecipanti all'assemblea di Cluj-Napoca dei 36 preti cattolici greci che avrebbero deciso di rompere l'unione della Chiesa greco-cattolica rumena con la Santa Sede.
Per la sua opposizione al nuovo regime comunista, fu costretto a fuggire dalla sua diocesi, ma il 28 ottobre 1948 venne arrestato. Venne portato nel carcere di Jilava e poi nella villa patriarcale di Dragoslavele, trasformata in luogo di prigionia per il clero greco-cattolico. Sia le autorità comuniste sia la leadership della Chiesa ortodossa rumena, rappresentata dal patriarca Justinian Marina, gli offrirono personalmente di divenire metropolita ortodosso della Moldavia in cambio della rinuncia alla fede cattolica e al legame con Roma. Rifiutandosi nuovamente di passare all'ortodossia, monsignor Hossu fu trasferito per la prima volta al monastero Căldărușani a Gruiu, vicino a Bucarest, e nel 1950 al penitenziario di Sighetu Marmației. Nel 1955 fu portato a Curtea de Argeş e nel 1956 al monastero di Ciorogârla.
Dopo che ebbero celebrato la liturgia greco-cattolica nella chiesa degli scolopi a Cluj-Napoca il 12 agosto 1956, i tre vescovi greco-cattolici ancora vivi furono dispersi da Ciorogârla. Durante il suo domicilio forzato nel monastero di Ciorogârla, monsignor Hossu venne regolarmente visitato dai gerarchi ortodossi, tra cui il patriarca Justinian Marina, Teoctist Arăpasu e Gherasim Cristea.
Monsignor Hossu venne infine trasferito nuovamente nel monastero Căldărușani a Gruiu, dove rimase sottoposto alla residenza obbligatoria fino alla fine della sua vita. Secondo le memorie del sacerdote greco-cattolico Ioan Mitrofan, Andrei Andreicut visitò il cardinale Iuliu Hossu al Căldăruşani.
Il 22 febbraio 1969 papa Paolo VI ricevette in udienza privata monsignor Hieronymus Menges. Quest'ultimo chiese al pontefice di fare qualcosa che incoraggiasse i fedeli rumeni. Il papa gli chiese consigli su ciò che poteva fare. Menges raccomandò al papa di creare cardinali sia monsignor Áron Márton sia monsignor Hossu e di concedere a diversi sacerdoti il titolo di monsignore. Il papa acconsentì e incaricò l'allora arcivescovo Agostino Casaroli di vedere se fosse accettabile per il governo rumeno. Casaroli inviò il suo aiutante per incontrare il ministro della cultura a Bucarest e chiedergli se la doppia nomina sarebbe stata accolta favorevolmente. Il ministro assicurò all'aiutante che la nomina di monsignor Márton sarebbe stata per loro accettabile, ma che quella di monsignor Hossu era una scelta inaccettabile. Monsignor Márton rifiutò la nomina a cardinale in quanto il governo aveva negato la porpora a monsignor Hossu. Il papa riuscì però a eludere il governo: nominò monsignor Hossu cardinale in pectore, ma non nominò mai cardinale monsignor Márton.
Morì nell'ospedale Colentina di Bucarest alle 9 del 28 maggio 1970 con il vescovo Alexandru Todea al suo fianco. Le sue ultime parole furono: "La mia lotta finisce, la tua continua". Fu sepolto in una tomba provvisoria nel cimitero di Bellu a Bucarest. Il 7 dicembre 1982 le sue spoglie furono esumate e trasferite in una nuova tomba nello stesso cimitero.
Nel concistoro del 5 marzo 1973 papa Paolo VI pubblicò la sua creazione a cardinale.

## Beatificazione
Il processo di beatificazione iniziò il 28 gennaio 1997 con la dichiarazione di nihil obstat alla causa. Tale atto gli concesse il titolo di Servo di Dio. Il processo eparchiale approfondì la sua vita e quella degli altri sei vescovi greco-cattolici perseguitati dal regime comunista attraverso la raccolta di documentazione e testimonianze. Esso si svolse dal 16 gennaio 1997 al 10 marzo 2009. Alla fine di questo processo locale le conclusioni vennero inviate alla Congregazione delle cause dei santi a Roma che convalidò il processo il 18 febbraio 2011. Il 27 maggio dell'anno successivo venne nominato un relatore per aiutare il postulatore a redigere la positio. Nell'aprile del 2018 la positio venne consegnata alla Congregazione delle cause dei santi.
Il 19 marzo 2019 papa Francesco ricevette in udienza privata il cardinale Giovanni Angelo Becciu, prefetto della Congregazione delle cause dei santi, e lo autorizzò a promulgare il decreto riguardante il martirio dei Servi di Dio Valeriu Traian Frențiu, Vasile Aftenie, Ioan Suciu, Titu Liviu Chinezu, Ioan Bălan, Alexandru Rusu e Iuliu Hossu, vescovi; uccisi in odio alla Fede in diversi luoghi della Romania tra il 1950 e il 1970.
Vennero beatificati il 2 giugno 2019 durante una cerimonia tenutasi al Campo della Libertà di Blaj e presieduta da papa Francesco.
Il postulatore per questa causa di beatificazione congiunta fu padre Vasile Man. Il relatore fu il frate francescano conventuale Zdzisław Kijas.

## Numismatica
Il 2 marzo 2015 la Banca nazionale della Romania mise in circolazione una moneta d'argento dal valore nominale di dieci lei in occasione del "130º anniversario della nascita di Iuliu Hossu". La moneta è rotonda, ha un diametro di 37 mm, un peso di 31,103 g con il bordo seghettato. La tiratura della moneta è di 250 esemplari con prove di qualità. È in argento 999‰.
Ogni esemplare, confezionato in una capsula trasparente in metacrilato, è accompagnata da un certificato di autenticità e da una breve presentazione sulla vita e sull'attività del cardinale nelle lingue rumena, inglese e francese.

## Genealogia episcopale
La genealogia episcopale è:
- Patriarca Geremia II Tranos
- Arcivescovo Michal Rahoza
- Arcivescovo Hipacy Pociej
- Arcivescovo Iosif Rucki
- Arcivescovo Antin Selava
- Arcivescovo Havryil Kolenda
- Arcivescovo Kyprian Žochovs'kyj
- Arcivescovo Lev Zaleski
- Arcivescovo Jurij Vynnyc'kyj
- Arcivescovo Luka Lev Kiszka
- Vescovo György Bizánczy
- Vescovo Inocențiu Micu-Klein, O.S.B.M.
- Vescovo Mihály Emánuel Olsavszky, O.S.B.M.
- Vescovo Vasilije Božičković, O.S.B.M.
- Vescovo Grigore Maior, O.S.B.M.
- Vescovo Ioan Bob
- Vescovo Samuel Vulcan
- Vescovo Ioan Lemeni
- Vescovo Vasile Erdély
- Arcivescovo Alexandru Şterca Şuluţiu de Kerpenyes
- Vescovo Iosif Papp-Szilágyi
- Arcivescovo Ioan Vancea
- Arcivescovo Victor Mihályi de Apsia
- Cardinale Iuliu Hossu